# Yanjun Nongchang (bondby i Kina, Heilongjiang Sheng, lat 47,69, long 130,83)
Yanjun Nongchang (kinesiska: 延军农场) är en bondby i Kina. Den ligger i provinsen Heilongjiang, i den nordöstra delen av landet, omkring 390 kilometer nordost om provinshuvudstaden Harbin. Antalet invånare är 7 741. Befolkningen består av 3 774 kvinnor och 3 967 män. Barn under 15 år utgör 10,0 %, vuxna 15-64 år 77 %, och äldre över 65 år 12,0 %.
Runt Yanjun Nongchang är det ganska glesbefolkat, med 39 invånare per kvadratkilometer. Närmaste större samhälle är Fengxiang, 13,1 km söder om Yanjun Nongchang. Omgivningarna runt Yanjun Nongchang är en mosaik av jordbruksmark och naturlig växtlighet.
Genomsnittlig årsnederbörd är 937 millimeter. Den regnigaste månaden är juli, med i genomsnitt 225 mm nederbörd, och den torraste är januari, med 10 mm nederbörd.